# Toporkov
Toporkov (rusky Топорков) je jeden ze čtyř hlavních ostrovů Komandorských ostrovů. Nachází se východně od Kamčatky v Beringově moři.
Toporkov je třetím největším ostrovem Komandorských ostrovů, je to plochá, nízká (průměrně 9 m n. m.) téměř kruhová pevnina o průměru necelý 1 km a celkově rozloze asi 0,5 km². Nachází se 4 km severo-západně od Beringova ostrova, je naproti mysu Vchodnoj Rif, na kterém se nachází osada Nikolskoje. Nejvyšší bod ostrova je vysoký pouze 16 m. Ostrov nemá žádné zdroje čerstvé pitné vody. I to je jedním z důvodů, že je ostrov zcela neobydlen.
Průměrná roční teplota na ostrově je −1 °C. Nejteplejším měsícem je červenec, kdy je teplota 10 °C. Nejchladnějším měsícem je prosinec, kdy teplota je průměrně −13 °C.
Na ostrově hnízdí velké množství druhů stěhovavých ptáků, podle ornitologů je to až 50 000 mořských ptáků. Většinou to jsou papuchalci severní, racci a kormoráni. Papuchalkovi se někdy říká také mořský papoušek, v ruštině je to toporok – a právě tento mořský pták dal neobydlenému ostrovu jméno. Ostrov obývají také tuleni skvrnití a mořské vydry.
Od roku 1983 je neobydlený ostrov součástí Státní přírodní rezervace Komandorských ostrovů.